# Wiedenbach (Leichlingen)
Wiedenbach ist eine Wüstung in der Stadt Leichlingen (Rheinland) im Rheinisch-Bergischen Kreis.

## Lage und Beschreibung
Wiedenbach lag östlich des Leichlinger Zentrums südlich der Landesstraße 294 am zum Wersbachtal abfallenden Hang an dem gleichnamigen Wiedenbach, einem Zufluss des Wersbachs, nahe der Stadtgrenze zu Burscheid. 
Nachbarorte sind Windfoche, Eichen, Metzholz, Krabbenhäuschen, Schneppenpohl, Koltershäuschen, Friedrichshöhe auf Leichlinger und Unterwietsche, Grünscheid und Grünscheider Mühle auf Burscheider Stadtgebiet.

## Geschichte
Die Karte Topographia Ducatus Montani aus dem Jahre 1715 zeigt zwei Höfe unter dem Namen Widenbach. Im 18. Jahrhundert gehörte der Ort zum Kirchspiel Witzhelden im bergischen Amt Miselohe. Die Topographische Aufnahme der Rheinlande von 1824 und die Preußische Uraufnahme von 1844 verzeichnen den Ort beide als Weidenbach. 
1815/16 lebten neun Einwohner im Ort, der unmittelbar an der Grenze zur Bürgermeisterei Leichlingen gelegen war. 1832 gehörte Wiedenbach dem Kirchspiel Witzhelden der Bürgermeisterei Burscheid an. Der laut der Statistik und Topographie des Regierungsbezirks Düsseldorf als Hofstadt kategorisierte Ort besaß zu dieser Zeit zwei Wohnhäuser und vier landwirtschaftliche Gebäude. Zu dieser Zeit lebten zwölf Einwohner im Ort, allesamt evangelischen Glaubens.
Aufgrund der Gemeindeordnung für die Rheinprovinz erhielt 1845 das Kirchspiel Witzhelden den Status einer Gemeinde, schied aus der Bürgermeisterei Burscheid aus und bildete ab 1850 eine eigene Bürgermeisterei. Wiedenbach lag an der Grenze, der angrenzende Nachbarort Metzholz lag bereits in der Bürgermeisterei Leichlingen. Im Gemeindelexikon für die Provinz Rheinland werden 1885 zwei Wohnhäuser mit elf Einwohnern angegeben. 1895 besitzt der Ort zwei Wohnhäuser mit sieben Einwohnern, 1905 ein Wohnhaus und vier Einwohner.
Am 1. Januar 1975 wurde die Gemeinde Witzhelden mit Wiedenbach in Leichlingen eingemeindet. Ende des 20. Jahrhunderts fiel der Ort wüst.